# Хуан Кармело Серильо (стадион)
Эстадио Хуан Кармело Серильо (исп. Estadio Juan Carmelo Zerillo), также известный как Эль Боске (исп. El Bosque), — футбольный стадион, расположенный в городе Ла-Плата, Аргентина. Является домашней ареной для местного футбольного клуба «Химнасия и Эсгрима». Был открыт 19 ноября 1924 года. Вместимость стадиона составляет 24 544 человека.

## История
22 марта 1923 года начались работы по строительству стадиона. Размеры футбольного поля составляли 118 на 74 метра. 26 апреля 1924 года состоялось открытие стадиона в присутствии губернатора провинции Буэнос-Айрес, но официальная церемония была отложена на 19 ноября того же года, к юбилею города Ла-Плата. В этот день «Химнасия и Эсгрима» провела на стадионе товарищеский матч против уругвайского «Пеньяроля».
Впоследствии стадион был назван в честь Хуана Кармело Серильо, президента «Химнасии и Эсгримы» с 1929 по 1931 год. Во время его правления «Химнасия и Эсгрима» сумела выиграть единственный, по состоянию на 2014 год, титул чемпиона Аргентины по футболу в 1929 году, носившего в то время любительский статус.
Трибуны стадионы были деревянными, традиционными для того времени. В 1931 году была добавлена крытая бетонная конструкция по центру поля для размещения на ней во время матчей членов клуба «Химнасия и Эсгрима», в конце 1940-х годов здесь были оборудованы сидячие места. В 1959 году, во время принципиальнейшего дерби «Химнасии и Эсгримы» с «Эстудиантесом», рухнули деревянные трибуны, в результате чего десятки людей получили травмы, а игра была приостановлена.
Впоследствии стадион перестраивали, чтобы увеличить вместимость. В 1992 году начались работы по строительству единого городского стадиона Сьюдад де Ла-Плата, которые из-за всевозможных проволочек и экономического кризиса, были закончены лишь в 2003 году. В то же время Эль Боске не отвечал требованиям ФИФА, которые запрещали с 2001 года проведение матчей высших футбольных лиг на стадионах с деревянных конструкциями.
С 2006 по 2008 год стадион не мог принимать у себя матчи чемпионата Аргентины из-за новых требований безопасности, введённых с целью уменьшить уровень насилия на стадионах в провинции Буэнос-Айрес. В 2008 году новое правление клуба произвело реконструкцию стадиона и приняло меры, чтобы он отвечал требованиям безопасности. 21 июня 2008 года состоялся первый официальный матч на обновлённом стадионе, в котором «Химнасия и Эсгрима принимала «Ланус».

## Галерея

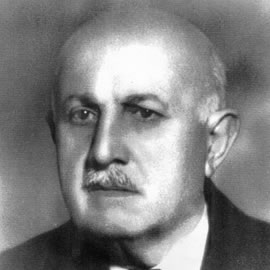
Хуан Кармело Серильо в 1929 году
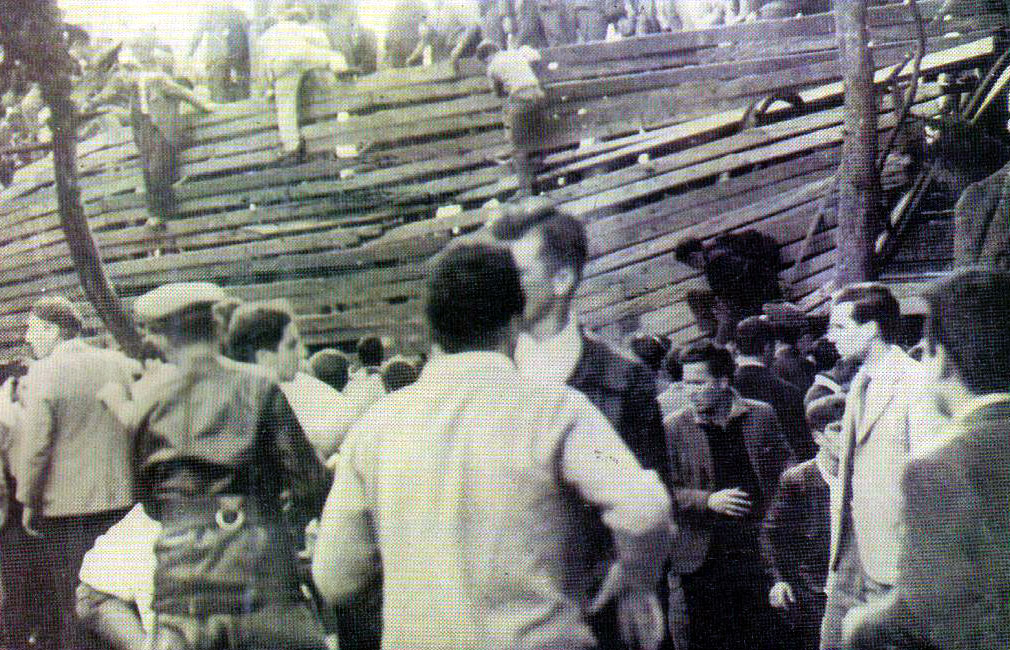
Обрушение трибун в 1959 году
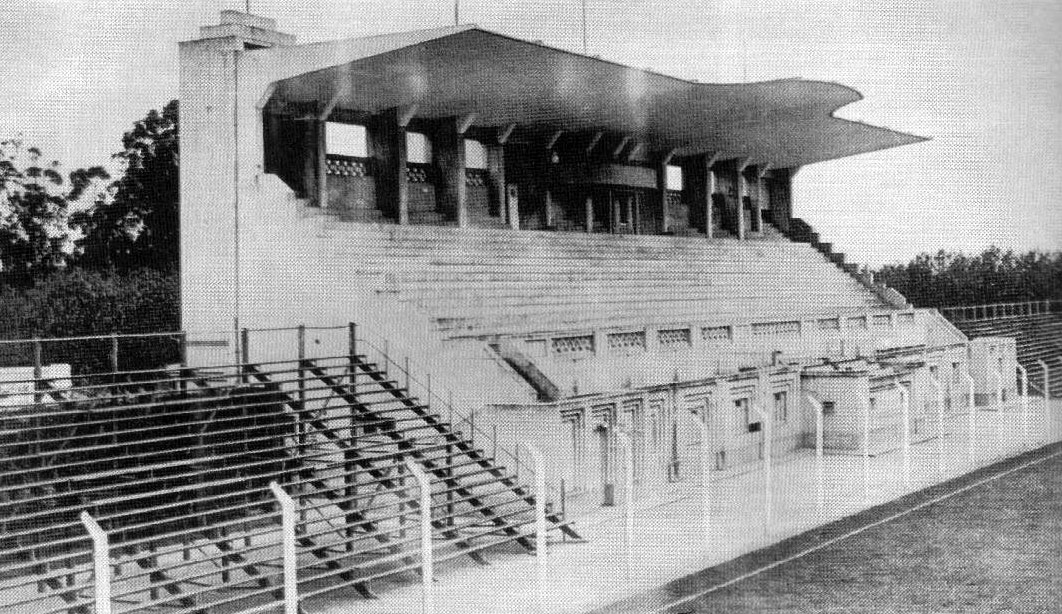
Трибуны стадиона в 1940-е годы
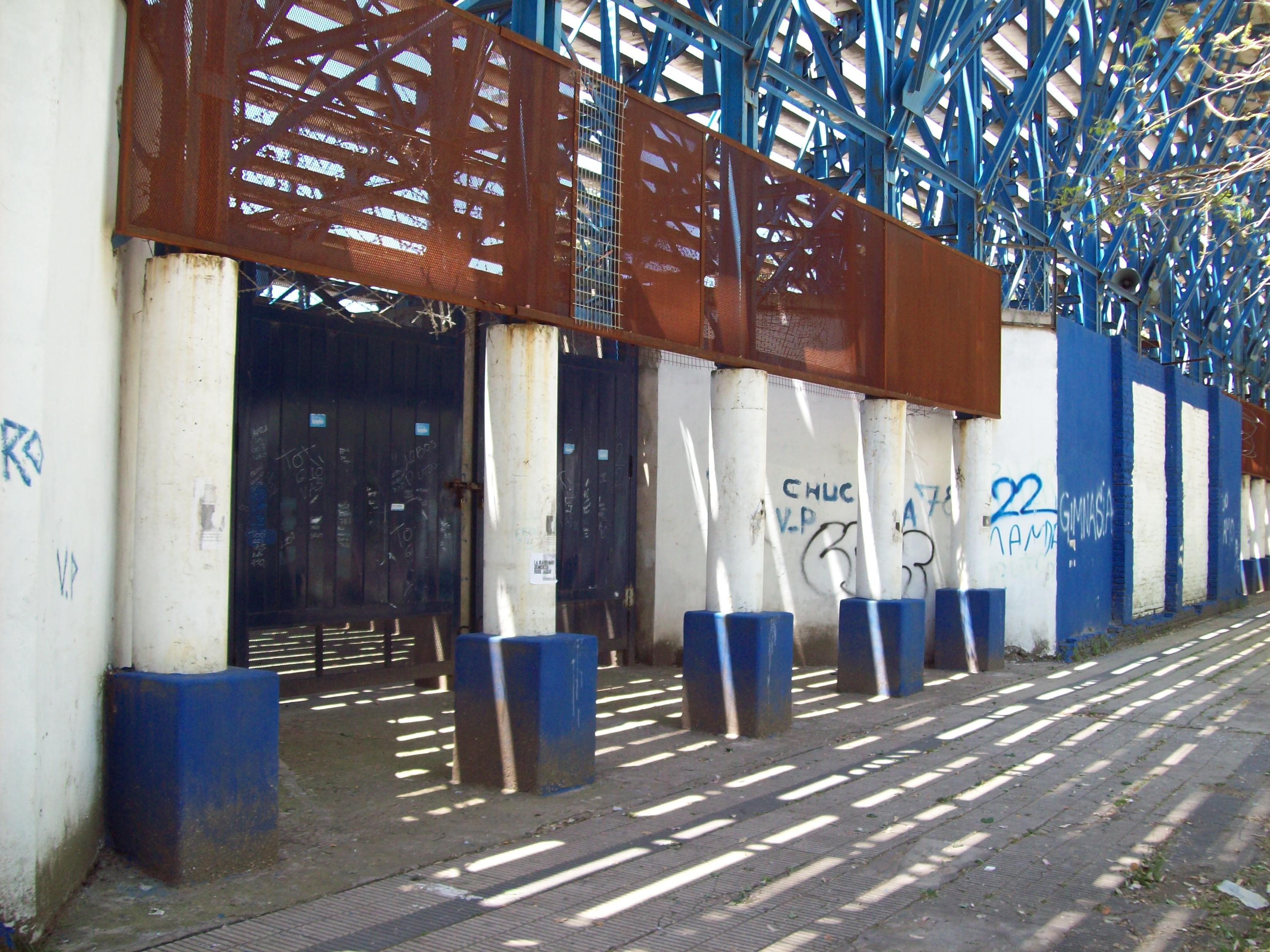
Западный вход на стадион